# Maria Alm

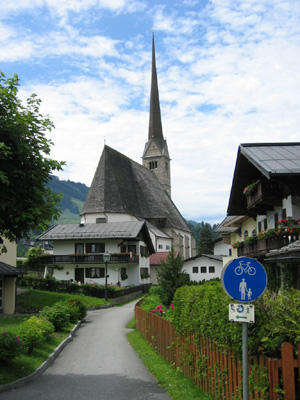
Kerk van Maria Alm

Maria Alm am Steinernen Meer is een gemeente in de Oostenrijkse deelstaat Salzburger Land, en maakt deel uit van het district Zell am See.
Maria Alm telt 2076 inwoners.

## Geschiedenis
Maria Alm ligt in het Urslautal. Al vrij snel werden er boerderijen, de zogenaamde Schwaiger, gebouwd. Deze werden in leenpacht verhuurd. Er bleef in Maria Alm slechts één vrije boer over: de Krontreiter.
De Wallfahrtskirche van Maria Alm werd in 1374 gebouwd. Later is de karakteristieke kerktoren verhoogd tot 83 meter, waarmee het de hoogste kerktoren van het Salzburgerland is.
Maria Alm heeft ook nog een rol gespeeld in de beëindiging van de Tweede Wereldoorlog. De Duitsers hadden zich in en rondom Maria Alm verschanst. De Duitse officieren overlegden ter plekke met de Amerikanen in Gasthof Moserwirt over de capitulatie van de Duitsers. Hier is uiteindelijk ook de Duitse overgave getekend.

## Skigebied
Maria Alm is aangesloten op het skigebied Hochkönigs Winterreich.

## Bergwereld
Aan de Noordzijde van Maria Alm bevindt zich het Steinernes Meer, een kalksteengebergte. De hoogste top van dit gebergte is de Hochkönig met 2941 meter hoogte.
Bramberg am Wildkogel ·
Bruck an der Großglocknerstraße ·
Dienten ·
Fusch an der Großglocknerstraße ·
Hollersbach im Pinzgau ·
Kaprun ·
Krimml ·
Lend ·
Leogang ·
Lofer ·
Maishofen ·
Maria Alm ·
Mittersill ·
Neukirchen am Großvenediger ·
Niedernsill ·
Piesendorf ·
Rauris ·
Saalbach-Hinterglemm ·
Saalfelden ·
St. Martin bei Lofer ·
Stuhlfelden ·
Taxenbach ·
Unken ·
Uttendorf ·
Viehhofen ·
Wald im Pinzgau ·
Weißbach bei Lofer ·
Zell am See
- Bibliothèque nationale de France: cb16140586x (data)
- Gemeinsame Normdatei: 4037509-2
- Library of Congress Control Number: n96004493
- Nationale Bibliotheek van Israël: 987007535664005171
- Virtual International Authority File: 135034436